# 九龍區專線小巴30A線
九龍區專線小巴30A線是一條由長旺專線小巴營辦的小巴路線，來往澤安邨及旺角站，只於每天上下午時段提供服務。至於其由同一營辦商營辦之支線30B線，則循環來往澤安邨及石硤尾站。與30A線不同，此線為全日服務。
上述兩線亦曾設主線30M，該路線只於星期一至五由郝德傑道開出一班單向前往石硤尾站，因客量不足已於2011年8月永久停辦。

## 歷史
30M線前身為九龍市區豪華巴士路線210，由九巴營辦，來往尖沙咀及郝德傑道，途經油麻地與深水埗（大埔道），於1976年投入服務，只於星期一至六提供服務，每1小時至90分鐘一班。
由於當時郝德傑道一帶只是香港教育大學的前身柏立基金教育學院根據地，加上鄰近大埔道交通尚算方便，所以210線除上課日以外客量稀少，平均每日搭客不足200人，所以運輸署決定由專線小巴取代210線，最後該小巴路線線於1983年6月15日投入服務，編號為30M，而九巴210線亦於同日「功成身退」。不久後30M線已設下往返澤安邨和旺角的特別班次（即今30A線）。
在1990年12月，30M和30A線小巴加價，引起澤安邨居民的不滿，更揚言會罷搭本路線。最後，營運商把同樣途經澤安邨的九龍區專線小巴32M線減價，事件才告平息。
不過自從柏立基金教育學院遷往大埔現址之後，30M線頓時失去了主要客源，多次縮減服務，更於2006年由旺角（快富街）縮短至石硤尾站，最後於2011年8月停止服務。
至於30A線，亦於2012年被削為只在每天上下午時段提供服務。

## 行車路線

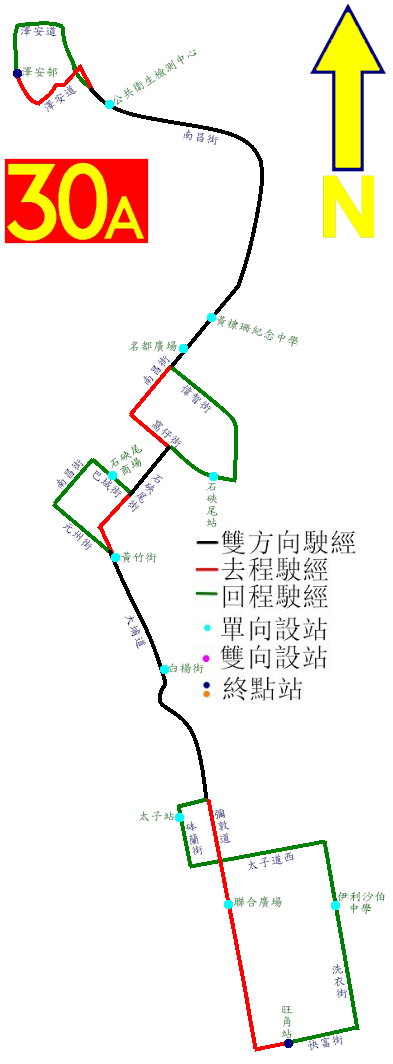
30A線行車路線

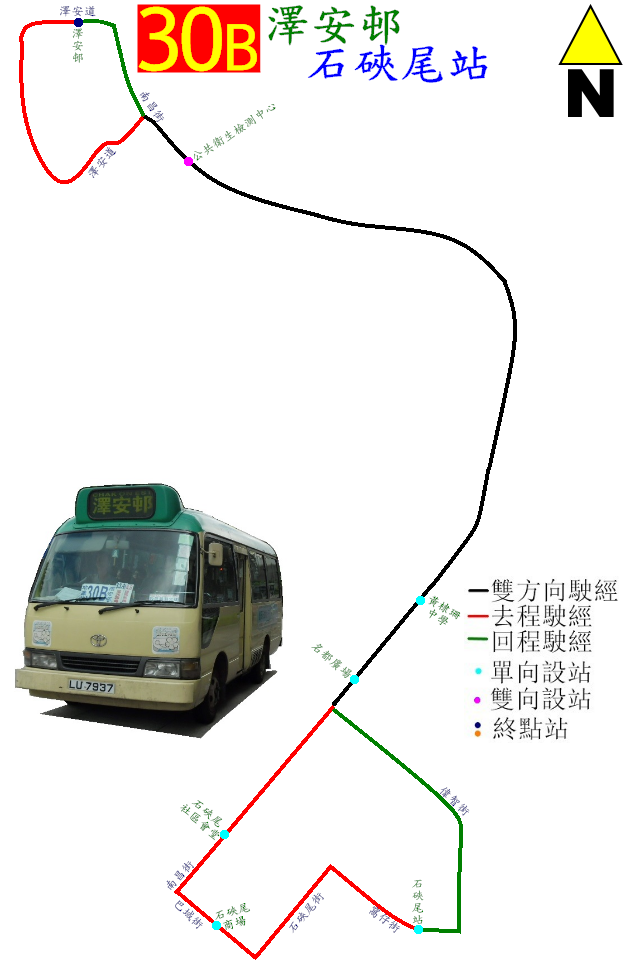
30B線行車路線